# Карл Бузер фон Вартенберг
Карл Бузер фон Вартенберг (на немски: Karl Buser von Wartenberg; † 1418) е благородник от род Вартенберг при Гайзинген в Баден-Вюртемберг.
Той е син на Зифрид Снебергер фон Вартенберг († ок. 1400) и съпругата му Ребека Бузер фон Ингелхайм († 1399). Внук е на Зифрид фон Снеберг († ок. 1357) и Неза († ок. 1352). Правнук е на Зифрид фон Ст. Елбен и	Демудис. Праправнук е на Зифридус фон Ст. Елбен († ок. 1292) и Елизабет († сл. 1292).

## Фамилия
Карл Бузер фон Вартенберг се жени пр. 1426 г. за Маргарета фон Хандшухсхайм († сл. 19 октомври 1472), дъщеря на Хайнрих III фон Хандшухсхайм († ок. 1418) и Гела фон Захсенхаузен († сл. 1383), дъщеря на Рудолф II фон Праунхайм-Захсенхаузен, бургграф на Фридберг, майор на Франкфурт († 1371) и Кристина фон Мекенхайм († сл. 1395). Те имат една дъщеря:
- Маргарета Бузер фон Вартенберг († 1466), омъжена пр. 1431 г. за Николаус фон Флекенщайн (* пр. 1432; † 2 юли 1431, в битката при Булгневил), син на Фридрих III фон Флекенщайн († 1431) и Катарина Кемерер фон Вормс-Далберг († 1422)

Вдовицата му Маргарета фон Хандшухсхайм се омъжва втори път пр. 3 април 1426 г. за Фридрих III фон Флекенщайн († 2 юли 1431, в битката при Булгневил, Франция), бащата на Николаус фон Флекенщайн, съпругът на дъщеря ѝ Маргарета Бузер фон Вартенберг.